# Hilara medeteriformis
Hilara medeteriformis är en tvåvingeart som beskrevs av Collin 1961. Hilara medeteriformis ingår i släktet Hilara och familjen dansflugor. Arten är reproducerande i Sverige. Inga underarter finns listade i Catalogue of Life.